# Gossa (Duitsland)
Gossa is een plaats en voormalige gemeente in de Duitse deelstaat Saksen-Anhalt, en maakt deel uit van de Landkreis Anhalt-Bitterfeld.
Gossa telt 914 inwoners.